# Lyssomanes unicolor
Lyssomanes unicolor là một loài nhện trong họ Salticidae.
Loài này thuộc chi Lyssomanes. Lyssomanes unicolor được Władysław Taczanowski miêu tả năm 1871.